# Severo de Novempopulania
San Severo, uno de los Santos Severos, fue un evangelizador de la Novempopulania, que murió mártir hacia el 407.

## Presentación
Es un santo de las Iglesias cristianas, que no debe confundirse con otros homónimos como San Severo. Su nombre latino es «Sanctus Severus». Su fiesta, inicialmente celebrada el 1 de noviembre, signo de gran antigüedad, fue aplazada al 3 de noviembre tras la instauración del día de Todos los Santos en el siglo IX y la fiesta de los difuntos en el siglo XI. Lo confirma la bula del papa Clemente V a Gaillard, abad de Saint-Sever de 1307 a 1312.

## Biografía
Existen hasta tres versiones diferentes de la hagiografía anónima de este santo escritas en el siglo XI:
Según las fuentes, Severo era un vándalo, nieto de Gensérico y sobrino del rey Hunerico. Primero en la línea de sucesión al trono, fue destituido del poder y desterrado por el rey debido a su conversión al cristianismo. Esta conversión se la debe a su tía Eudonia y al discípulo del papa Severo a quien venera. Elegirá como nombre de bautismo este mismo nombre de Severus (o Severo) a causa de esta devoción.
Según otra fuente, era un legionario godo, "escita" según su vida, y católico, de una familia prominente que había participado en la migración hacia el oeste del Imperio Romano de los pueblos godos.
Partió de Cartago hacia Jerusalén con sus compañeros Geroncio, Justino, Claro, Babil, Juan, Policarpo. De allí, todos van a Roma para encontrarse allí con el Papa y aprender de él la buena palabra. Después de varios meses, el papa los consideró dignos del sacerdocio y los envió a evangelizar Novempopulania, donde los visigodos que apoyaban  a Arrio perseguían a los cristianos. Designa a Severo como líder de la expedición y consagra obispo a San Claro, por su mayor mérito.
Los siete compañeros navegan por el Mediterráneo y desembarcan en el puerto de Agda, en la Galia Narbonense. Se dirigen a Toulouse, de donde se separan: Claro hacia el norte, Geroncio se dirige hacia el sur, Severo hacia el oeste. Este último llegó a Aquitania, llevando las reliquias de San Saturnino, que dejó en Sos. Sus sermones atrajeron multitudes y fundó capillas que dedicó a los niños martirizados en Cyrice, originario de Saint-Cricq-Villeneuve, Saint-Cricq-du-Gave, Saint-Cricq-Chalosse.
La predicación de Severo ganó protagonismo y el gobernador de la «castra romanum» de Palestrion recibe la orden de arrestarlo. Al estar enferma la hija del gobernador, este último le pide a Severo que la trate. A medida que obtiene satisfacción, se convierte al cristianismo y pone a Severo y sus compañeros bajo su protección. Cuando el rey visigodo se entera de esto, se desata su ira y se lanza con sus tropas sobre el Palestrion, donde aplasta a las tropas de fieles y hace decapitar a Severo en el 407 en la costa de Brille.
Según su hagiografía, Severo se convierte en cefalóforo: apenas decapitado, toma su cabeza entre sus manos y comienza a caminar hacia una colina cercana, donde se construirá la abadía de Saint-Sever en su honor, que dará origen a la ciudad del mismo nombre. Cuando se anuncia la muerte de Severo, Geroncio y Claro se reúnen y Géronce asume el liderazgo del movimiento. Él mismo fue martirizado cerca de Hagetmau.
Según otras fuentes, en 445, Severo era el capitán y médico del Palestrion. Contribuyó a la conversión de muchos godos. Y durante el ataque al castillo de Palestrion por parte del rey vándalo Genserico (o Geiserico), es asesinado. El conde Sebastián recibió entonces el mando del lugar en el año 450, donde construyó una capilla sobre la tumba de Severo antes de abandonar la Galia.

## Posteridad
Desde VII séptimo siglo, una primera iglesia fue construida por los benedictinos como marco alrededor de la tumba de San Severo y la fuente milagrosa, visible bajo el coro actual. El monasterio se convirtió en la Abadía de Saint-Sever, alrededor de la cual se estableció la futura ciudad de Saint-Sever. Este santuario marca una etapa importante en la vía limusina del camino a Santiago de Compostela.
En el siglo XII, durante una hambruna, las reliquias del santo fueron cambiadas por cereales con la ciudad de Jaca en el Reino de Aragón. Pasaron a manos de la Iglesia de Santa Eulalia de Burdeos, que las devolvió a la abadía de San Severo en 1875.

## Leyenda
Entre el 982 y el 983 tuvo lugar un enfrentamiento durante la Batalla de Taller entre los vikingos desembarcados en Capbreton y las tropas del duque de Gascuña Guillermo Sancho. Antes del encuentro de sus enemigos, el duque se habría retirado a la tumba de Severo. La batalla al principio se muestra favorable a los vikingos, menos numerosos pero mejores tácticamente. Entonces aparece un desconocido caballero vestido de blanco, sin armas y con la cruz en la mano, arengando a las tropas gasconas desmoralizadas. Motivados, los soldados vuelven a la lucha obteniendo la victoria. Cuando Guillermo Sancho vuelva a buscar a este misterioso soldado de brillante armadura entre los supervivientes y los muertos, no lo encuentra. Era San Severo. La gloria del santo se vuelve inmensa y el monasterio que alberga sus reliquias, muy pujante.

## Galería

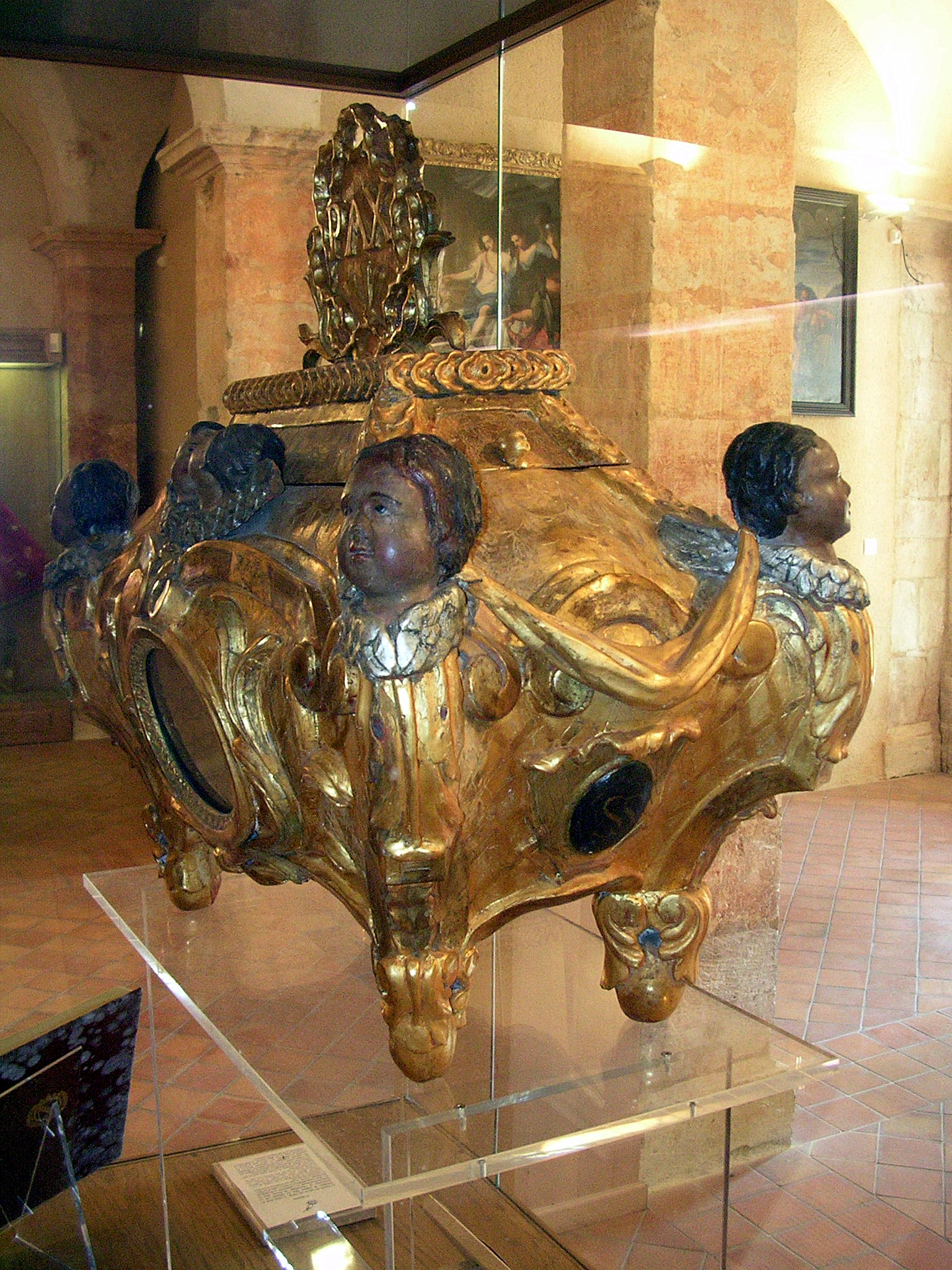
Relicario de san Severo en la abadía de Saint-Sever
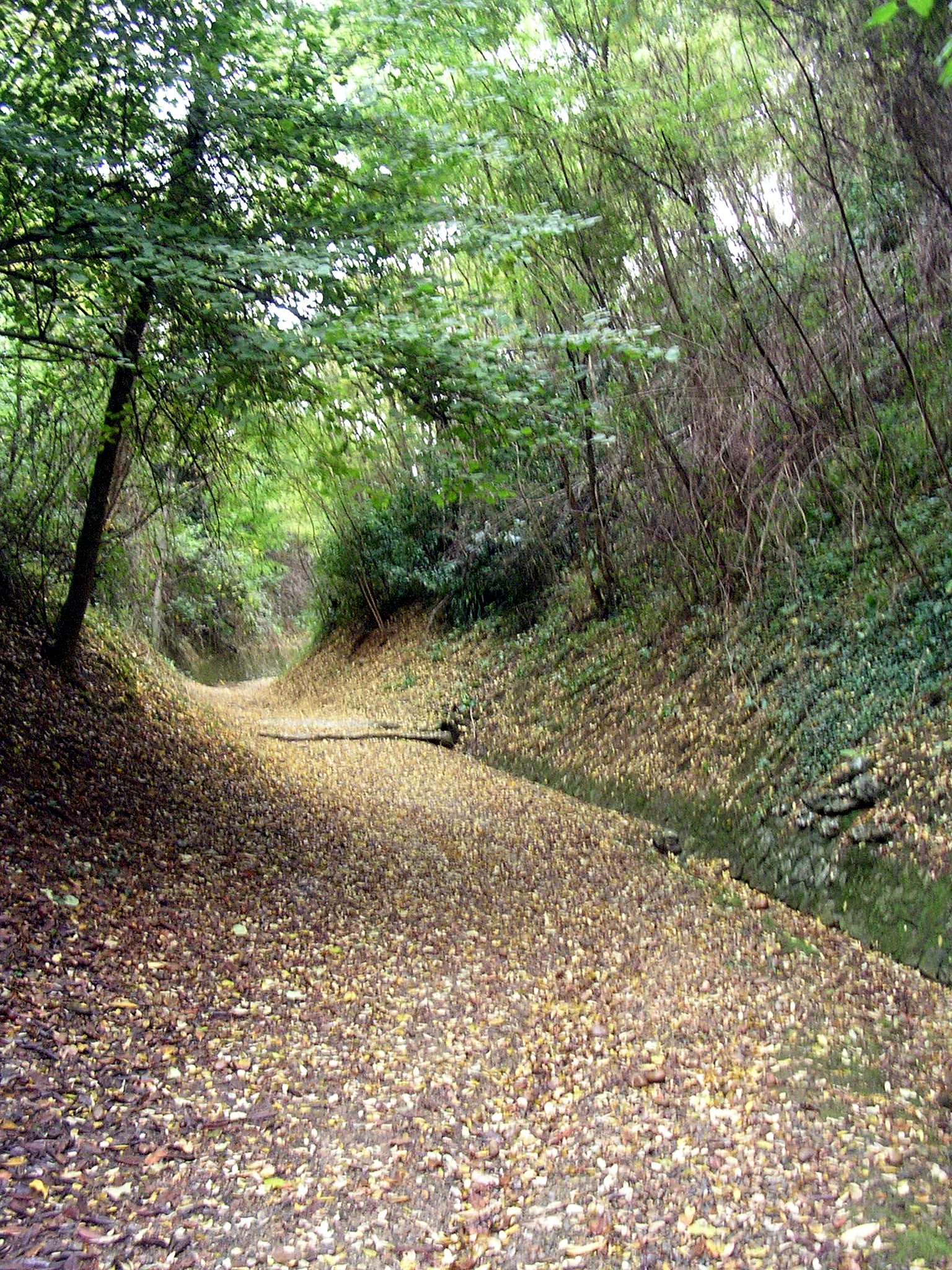
Côte de Brille, primera vía de acceso a Saint-Sever. Lugar legendario del martirio de san Severo, es siempre frecuentado por peregrinos jacobeos en la via limusina.
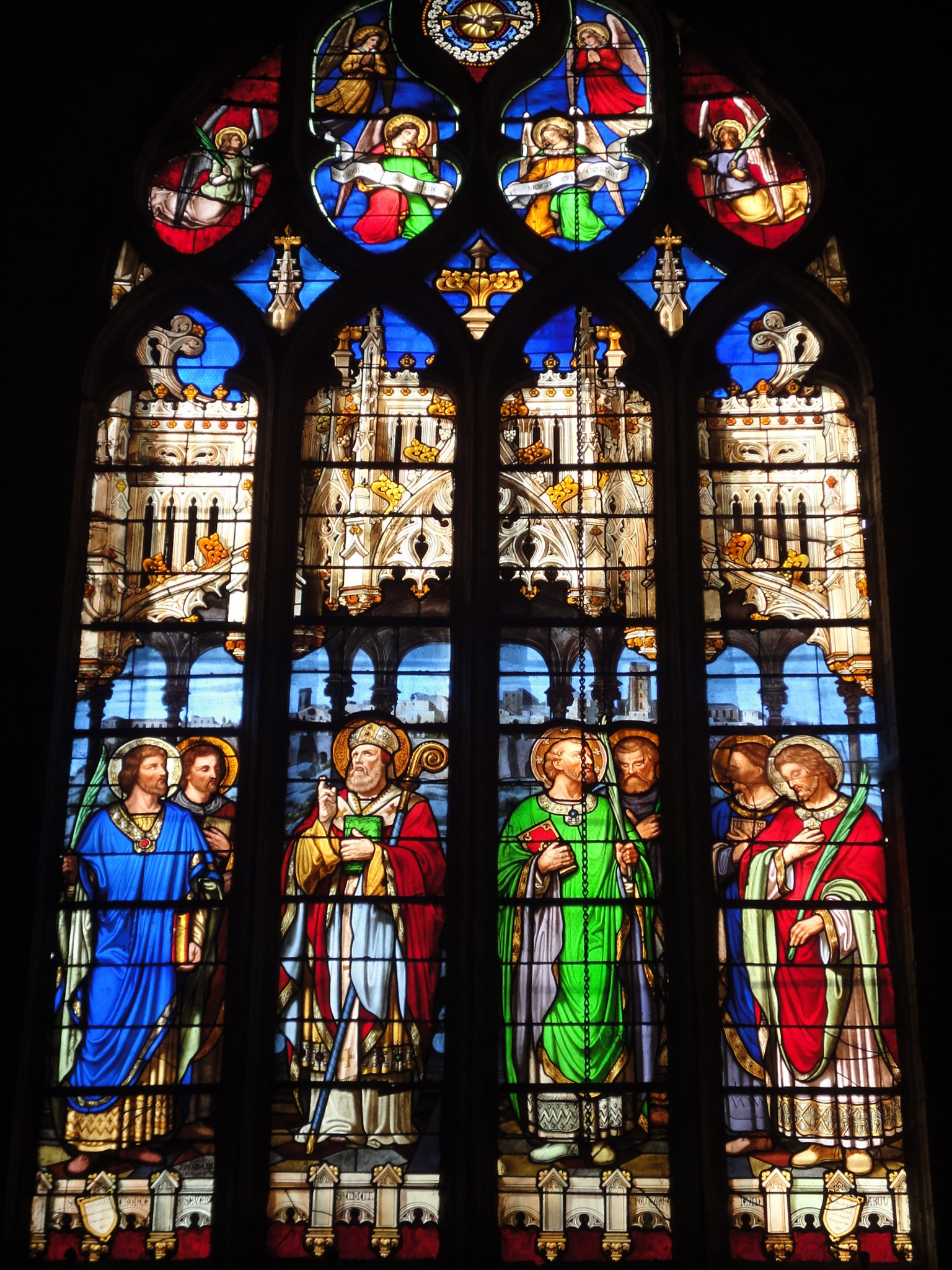
Vidriera de la catedral de Saint-Gervais-Saint-Protais de Lectoure (siglo XIX) representando a Géronce, Severo, Clair, Justino, Policarpo, Juan y Babil.
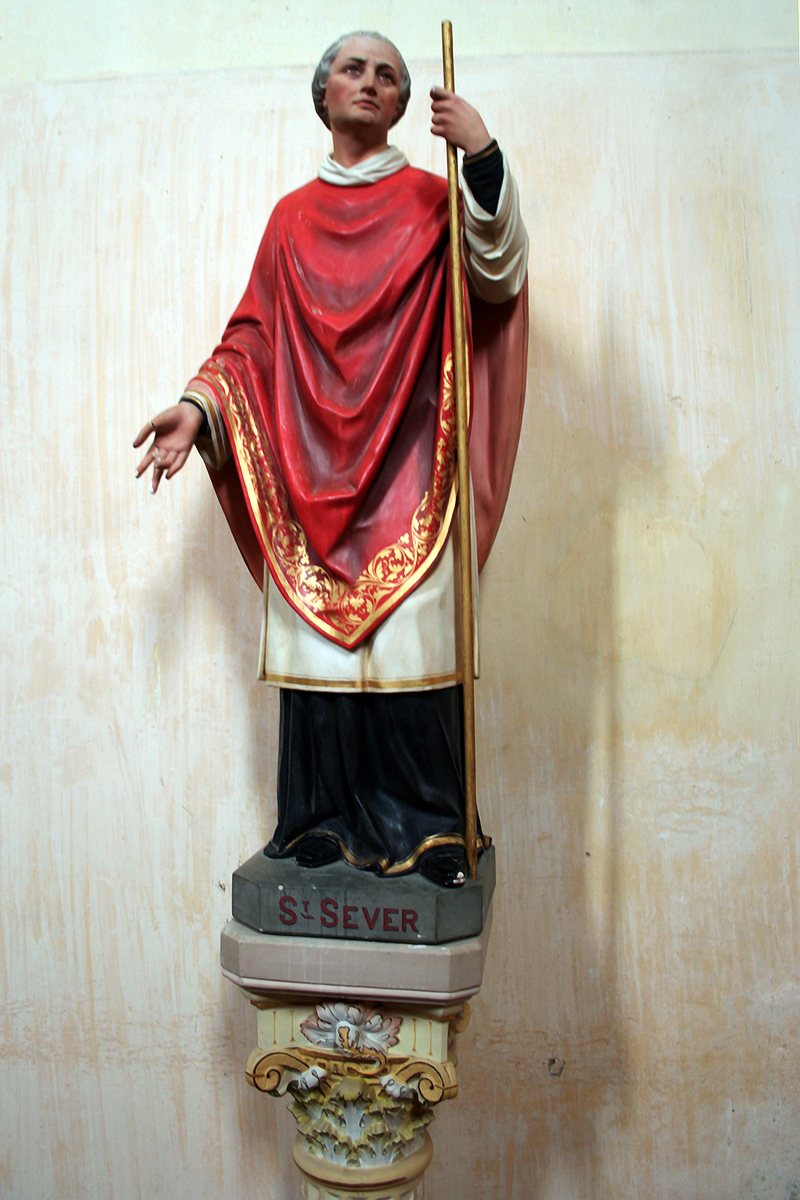
Estatua policromada de san Severo en la abadía de Saint-Sever-de-Rustan